# ویک ویلد
ویک ویلد (روسی: Виктор Айван Уайлд؛ زادهٔ ۲۳ اوت ۱۹۸۶) اسنوبردسوار اهل ایالات متحده آمریکا است.
وی در مسابقات کشوری و بین‌المللی در مجموع برندهٔ ۲ مدال طلا، ۱ مدال برنز شده‌است.